# Rugby la Jocurile Olimpice
Rugby-ul a fost inclus în programul olimpic la patru ediții ale Jocurilor moderne: Paris 1900, Londra 1908, Antwerpen 1920 și Paris 1924. Va fi inclus din nou la Rio de Janeiro 2016 în versiunea rugby în șapte.

## Tabel medaliilor
| Probă sportivă | Aur                              | Argint                                | Bronz                         |
| Paris 1900     | Franța (FRA)                     | Germania (GER) · Marea Britanie (GBR) | neacordat                     |
| St. Louis 1904 | neinclus în programul olimpic    | neinclus în programul olimpic         | neinclus în programul olimpic |
| Londra 1908    | Australasia (ANZ)                | Marea Britanie (GBR)                  | neacordat                     |
| Stockholm 1912 | neinclus în programul olimpic    | neinclus în programul olimpic         | neinclus în programul olimpic |
| Antwerpen 1920 | Statele Unite ale Americii (USA) | Franța (FRA)                          | neacordat                     |
| Paris 1924     | Statele Unite ale Americii (USA) | Franța (FRA)                          | România (ROU)                 |
| 1928–2012      | neinclus în programul olimpic    | neinclus în programul olimpic         | neinclus în programul olimpic |
| Rio 2016       |                                  |                                       |                               |

J = Numărul de meciuri jucate; C = Numărul de meciuri câștigate; Î = Numărul de meciuri pierdute; PP = Numărul de puncte marcate în meciuri (Puncte Pentru); PÎ = Numărul de puncte încasate în meciuri (Puncte Încasate); +/- = Diferența PP - PÎ.
| Echipa                           | J | C | Î | PP  | PÎ | +/− | Aur | Argint | Bronz | Total |
| -------------------------------- | - | - | - | --- | -- | --- | --- | ------ | ----- | ----- |
| Statele Unite ale Americii (USA) | 3 | 3 | 0 | 64  | 3  | +61 | 2   | –      | –     | 2     |
| Franța (FRA)                     | 5 | 3 | 2 | 116 | 53 | +63 | 1   | 2      | –     | 3     |
| Australasia (ANZ)                | 1 | 1 | 0 | 32  | 3  | +29 | 1   | –      | –     | 1     |
| Marea Britanie (GBR)             | 2 | 0 | 2 | 11  | 59 | −48 | –   | 2      | –     | 2     |
| Germania (GER)                   | 1 | 0 | 1 | 17  | 27 | −10 | –   | 1      | –     | 1     |
| România (ROU)                    | 2 | 0 | 2 | 3   | 98 | −95 | –   | –      | 1     | 1     |

## Sportivii cei mai medaliați
| Sportiv      | Țară                       | Perioadă  | Aur | Argint | Bronz | Total |
| Dan Carroll  | Australasia/ Statele Unite | 1908–1920 | 2   | 0      | 0     | 2     |
| Charlie Doe  | Statele Unite              | 1920–1924 | 2   | 0      | 0     | 2     |
| John O'Neil  | Statele Unite              | 1920–1924 | 2   | 0      | 0     | 2     |
| Jack Patrick | Statele Unite              | 1920–1924 | 2   | 0      | 0     | 2     |
| Rudy Scholz  | Statele Unite              | 1920–1924 | 2   | 0      | 0     | 2     |
| Babe Slater  | Statele Unite              | 1920–1924 | 2   | 0      | 0     | 2     |